# Lamproite
Un tempo associate ai lamprofiri, le lamproiti sono un particolare gruppo di rocce filoniane peralcaline e ultrapotassiche ad elevato tenore di titanio, affini alle minette. Sono inoltre caratterizzate da un alto tenore in elementi incompatibili. Formano filoni e piccole masse estruse. La loro attuale classificazione è quella descritta da Mitchell e Bergman (1991) e raccomandata dall'IUGS (International Union of Geological Sciences). Essa si basa sia su criteri mineralogici che chimici.

## Etimologia
Il termine lamproite fu introdotto da Niggli nel 1923 per descrivere un gruppo di rocce simili ai lamprofiri ma arricchite in potassio e magnesio. Il termine deriva da una radice greca che significa  “sfolgorante" e si riferisce alla caratteristica presenza in queste rocce di fenocristalli lucenti di flogopite.

## Criteri Mineralogici
Dal punto di vista mineralogico le lamproiti sono caratterizzate dalla presenza, in quantità largamente variabili (dal 5 al 90% in volume) delle seguenti fasi primarie:
- Fenocristalli di flogopite titanifera povera in Alluminio (TiO2 2% – 10%; Al2O3 5% – 12%)
- Pasta di fondo o matrice con tetraferriflogopite titanifera pecilitica (TiO2 5% – 10%)
- Titanio potassio richterite (TiO2 3% – 5%; K2O 4% – 6%)
- Olivina forsteritica
- diopside povero in sodio e alluminio (Al2O3  < 1%; Na2O < 1%)
- Leucite ricca in ferro non stechiometrico (Fe2O3 1% – 4%)
- Sanidino ricco in ferro (normalmente 1% – 5%).

Non è richiesta la contemporanea presenza di tutte queste fasi per classificare una roccia come lamproite: è sufficiente che uno qualunque dei minerali succitati sia dominante accanto a due-tre altri in quantità non accessorie. Ricca è la dotazione di minerali accessori, molti dei quali sono specie rare: principalmente priderite, wadeite, apatite, perovskite, magnesiocromite e magnesiocromite titanifera. Meno comuni, ma caratteristici delle lamproiti sono la jeppeite, l'armalcolite, la shcherbakovite, l'ilmenite e l'enstatite.
La presenza, al contrario, dei seguenti minerali preclude la possibilità di classificare una roccia tra le lamproiti: plagioclasio primario (non di alterazione), melilite, monticellite, kalsilite, nefelina, K-feldspato ricco in sodio, sodalite, noseana, hauyna, melanite, schorlomite o kimzeyite.

## Criteri chimici
Le lamproiti devono essere conformi ai seguenti criteri:
- rapporto molare K2O / Na2O > 3, quindi esse sono ultrapotassiche
- rapporto molare K2O / Al2O3 > 0.8 e spesso > 1
- rapporto molare (K2O + Na2O) / Al2O3 tipicamente > 1, quindi esse sono peralcaline
- FeO and CaO sono entrambi < 10%,
- TiO2 1% – 7% , Ba > 2000 ppm (comunemente > 5000 ppm), Sr > 1000 ppm, Zr > 500 ppm e La > 200 ppm.

## Nomenclatura delle lamproiti
Nella proposta di Mitchell & Bergman (1991) [op.cit.] i nomi storici usati per le lamproiti sono stati scartati in favore di nomi composti, basati sulla predominanza di flogopite, richterite, olivina, diopside, sanidino e leucite, come si evince dalla tabella 1 allegata. Si noti che il termine madupite viene aggiunto a quelle rocce che contengono flogopite pecilitica nella massa di fondo anziché sotto forma di fenocristalli.
| nomi storici | nomi raccomandati                               |
| ------------ | ----------------------------------------------- |
| Wyomingite   | Diopside-leucite-flogopite lamproite            |
| Orendite     | Diopside-sanidino-flogopite lamproite           |
| Madupite     | Diopside madupitic lamproite                    |
| Cedricite    | Diopside-leucite lamproite                      |
| Mamilite     | Leucite-richterite lamproite                    |
| wolgidite    | Diopside-leucite-richterite madupitic lamproite |
| Fitzroyite   | Leucite-flogopite lamproite                     |
| Verite       | Hyalo-olivina-diopside-flogopite lamproite      |
| Jumillite    | Olivina-diopside-richterite madupitic lamproite |
| Fortunite    | Hyalo-enstatite-flogopite lamproite             |
| Calcalite    | Enstatite-sanidino-flogopite lamproite          |

| Olivina | mm, fff      |
| Flogopite | mm, fff, ggg |
| Leucite | fff, ggg     |
| Ti-K richterite | fff, ggg     |
| Sanidino | fff, ggg     |
| diopside | ggg          |
| Mg-spinello | gg           |
| Perovskite | gg           |
| Apatite | ggg          |
| K-Ba-titanite | ggg          |
| Silicati di Zr | ggg          |
| Mn-ilmenite | g            |
| LEGENDA: x: molto raro. xx: raro. xxx: comune. xxxx: abbondante g: massa di fondo. f: fenocristalli m: megacristalli (da Mitchell, 1996) |              |

## Origine e messa in posto delle lamproiti
I complessi criteri mineralogici e chimici richiesti per far entrare una roccia nelle lamproiti derivano dalle diverse condizioni coinvolte nella loro genesi rispetto alle rocce facilmente classificabili nel diagramma QAPF.
I principali fattori petrogenetici che contribuiscono alla complessità delle lamproiti sono:
- la variabile natura delle regioni metasomatizzate in cui si originano i loro magmi all'interno del mantello terrestre
- la profondità e l'estensione della fusione parziale associata alla loro comunemente estesa differenziazione.

La collocazione delle lamproiti in un vasto contesto di ambienti tettonici ha finora precluso lo sviluppo di un modello univoco che spieghi la loro posizione temporale, geologica e tettonica. Troviamo lamproiti lungo il margine di cratoni e in catene mobili erose e saldate al margine di cratoni, in regioni con crosta spessa (>40–55 km) e litosfera spessa (>150–200 km). Quest'ultima registra molti episodi di ricorrenti eventi tettonici, sia estensionali che compressionali, alcuni con età del metamorfismo coincidente con l'età desunta delle aree sorgente delle lamproiti.

Lo studio degli affioramenti di kimberliti e lamproiti nell'Australia occidentale dimostra che le lamproiti non si trovano nei cratoni e che non vi è sovrapposizione né geografica né tettonica tra provincie kimberlitiche e lamproitiche. Molte lamproiti affiorano lungo lineamenti o rift a scala continentale che affiancano o intersecano catene mobili proterozoiche. Tuttavia questi hanno agito come lineamenti passivi, perché le lamproiti non sono mai associate a zone di rifting attivo.
 
Le lamproiti non sono collegate neppure a zone di subduzione attiva. Tuttavia lo studio dei rapporti isotopici e degli elementi in traccia suggerisce che il materiale subdotto trovato in zone di Benjoff fossili sia un eccellente candidato come sorgente litosferica delle lamproiti. Ricerche recenti, tra cui quella sulle lamproiti di Gaussberg in Antartide, hanno rivelato che la sorgente dei magmi lamproitici potrebbe essere la zona di transizione mantello litosferico/mantello inferiore (410–660 km), dove fusi della litosfera subdotta sono rimasti intrappolati alla base del mantello litosferico. Questa osservazione concilia la notevole profondità di origine con la particolare geochimica dei magmi lamproitici, che è più facilmente spiegata con la fusione di materiali già felsici nelle condizioni di grande profondità nel mantello.
 
Generalmente si pensa che le lamproiti si siano intruse attraverso una serie di fratture tensionali profonde, spesso in aree di sollevamento a duomo, dove il magma inizia a consolidare sotto forma di filoni. Il magma carico di gas erompe poi esplosivamente in superficie in zone di debolezza strutturale, come reti di fratture incrociate, per formare camini di esplosione simili a quelli kimberlitici che sono riempiti di lamproiti frammentate e xenoliti di rocce mantelliche e crostali profonde.

## Distribuzione e usi

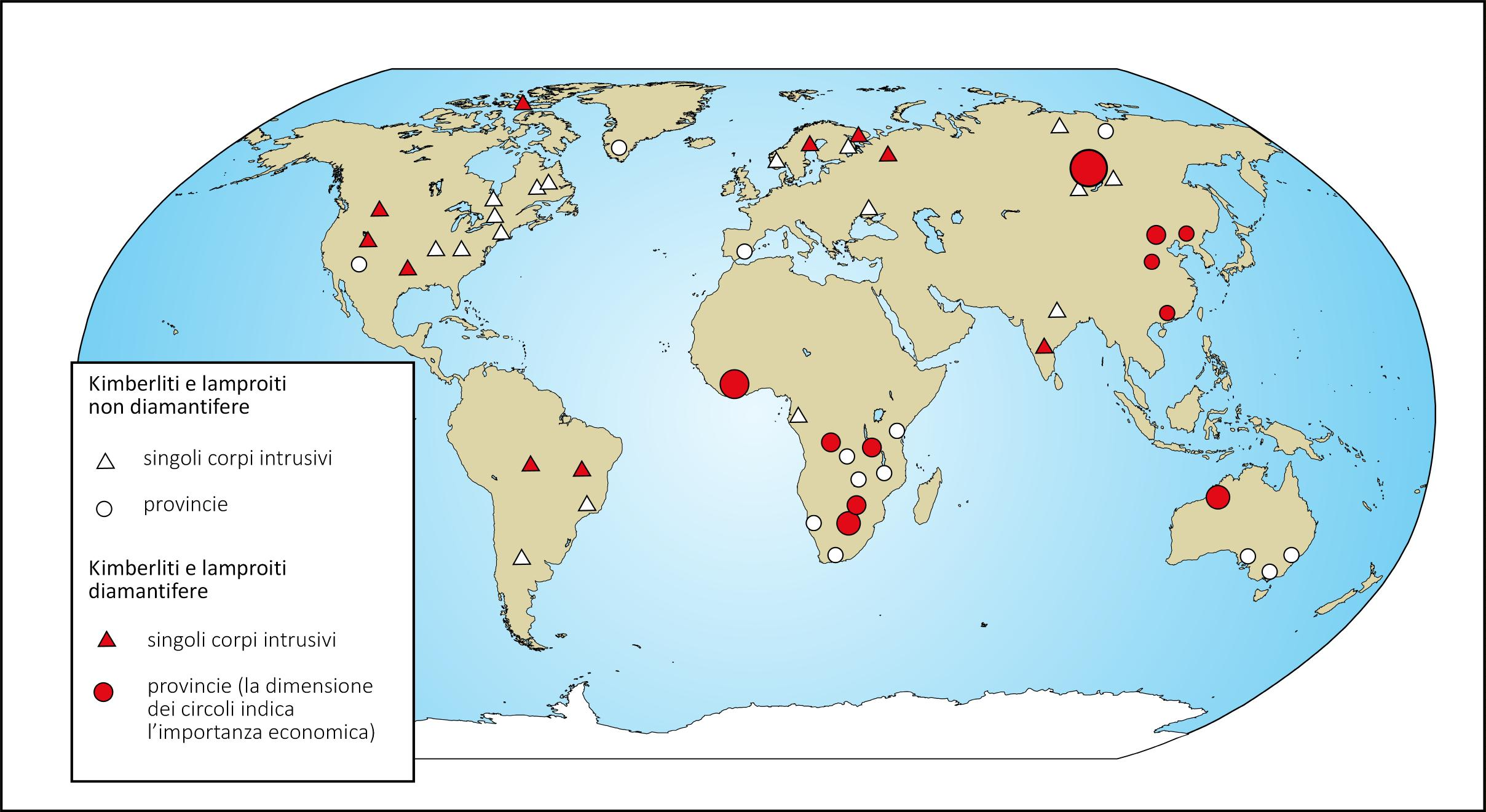
Distribuzione delle kimberliti e lamproiti diamantifere e non nel mondo

Le lamproiti sono piuttosto diffuse geograficamente ma scarse da un punto di vista volumetrico: sono conosciute 24 località al mondo con grappoli di lamproiti, che nell'insieme formano un volume di meno di 100 km3. Diversamente dalle kimberliti, che si trovano esclusivamente nei cratoni dell'Archeano, le lamproiti si possono trovare intruse in terreni di diverse ere, dall'Archeano nell'Australia Occidentale fino al Paleozoico e al Mesozoico nella Spagna meridionale. Variano anche notevolmente per età, dal Proterozoico al Pleistocene, dal momento che l'esemplare più giovane conosciuto ha un'età stimata in 56.000 ± 5.000 anni. Lamproiti recenti (tra parentesi l'età in milioni di anni) in Italia si trovano nella provincia magmatica toscana a Sisco in Corsica (14 Ma), Montecatini Val di Cecina e Orciatico (4,1 Ma) e Torre Alfina (0,8-0,9 Ma).
 I più grossi adunamenti nel mondo si trovano, oltre che nella già citata Australia occidentale (Proterozoico e Miocene), in Africa sud-occidentale (Giurassico) e nelle Leucite Hills, Wyoming (Quaternario).
Non esistono usi pratici per la maggior parte di queste rocce, se non la raccolta dei minerali rari contenuti in esse a scopo collezionistico. Hanno notevole interesse economico, tuttavia, alcune lamproiti, associate o meno alle aree a kimberlite, recentemente scoperte nell'Australia occidentale, nel Québec, in India, Costa d'Avorio, Svezia, USA, Sudafrica, Russia e Zambia per il loro contenuto in diamanti. In queste rocce era presente solo la miniera di Argyle Diamond, nella parte orientale della regione del Kimberley (Australia), che produceva il 90% dei rari diamanti rosa e rossi del mondo tuttavia, a causa della scarsa produzione di diamanti di qualità gemmologica, ha cessato le attività il 3 novembre 2020.